# Парламентські вибори в Чорногорії 2020
Парламентські вибори в Чорногорії 2020 — чергові вибори до Скупщини Чорногорії, що відбулися 30 серпня 2020 року. Одинадцяті парламентські вибори з часу перших багатопартійних виборів у 1990 році та п'яті з моменту здобуття незалежності в 2006. Був обраний 81 депутат Скупщини. Через пандемію COVID-19 вибори пройшли в особливих умовах. Паралельно відбулися місцеві вибори в п'ятьох муніципалітетах (Будва, Котор, Тиват, Андрієвиця і Гусинє).
Період напередодні виборів характеризувався високою поляризацією виборців. Ряд корупційних скандалів у правлячій партії спровокували в 2019 антиурядові протести, в той же час новий суперечливий закон про релігію спровокував ще одну хвилю протестів.
Спостерігачі від ОБСЄ заявили, що «зловживання правлячої партії державними ресурсами надало їй несправедливу перевагу» і додали, що хоч вибори і були конкурентні, правляча партія набула вигоди ще й через відсутність незалежних ЗМІ.
Вибори призвели до перемоги опозиційних партій і падіння влади правлячої ДПС, що керувала країною з моменту введення багатопартійної системи в 1990 році. 31 серпня лідери трьох опозиційних коаліцій «За майбутнє Чорногорії», «Мир — наша нація» та «Чорним по білому» погодилися утворити професійний уряд і продовжити роботу щодо надання Чорногорії членства в Європейському Союзі.

## Передумови
Після парламентських виборів 2016 року вся опозиція почала колективний бойкот усіх парламентських засідань. У січні 2017 року 39 із 81 депутатів бойкотували парламент, вимагаючи проведення дострокових виборів не пізніше 2018 року, на момент проведення наступних президентських виборів.
У 2016 році тодішній заступник голови правлячої ДПС Светозар Марович був заарештований у зв'язку з давньою корупційною справою щодо його рідного міста Будва; прокуратура Чорногорії назвала його «главою будванського злочинного угруповування», в чому він пізніше зізнався в суді. Зрештою, він утік до сусідньої Сербії для ймовірного психіатричного лікування у Белграді, де він зараз проживає. Чорногорія неодноразово надавала запити на його екстрадицію із Сербії. У серпні 2020 року Марович вперше поспілкувався із журналістами після втечі до Белграда і звинуватив керівництво партії, яку він заснував, у корупції, кумівстві, партократії й авторитаризмі, а також звинуватив президента Джукановича у фальсифікації корупційного процесу проти нього і членів його сім'ї.

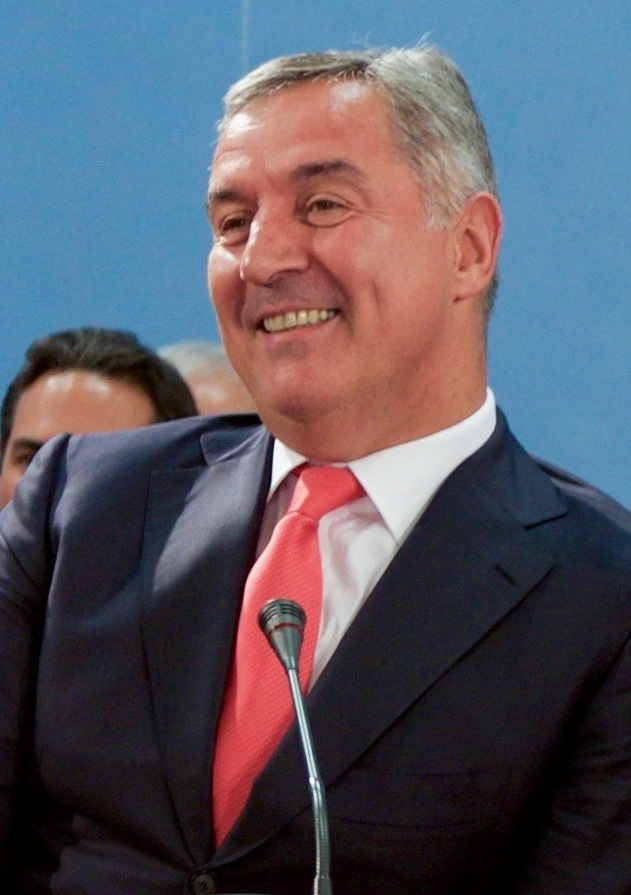
Президент Мило Джуканович, чия партія ДПС керує країною тридцять років, установив гібридний політичний режим за допомогою тактики «сильного лідера»

У своєму звіті у червні 2018 року, опублікованому після президентських виборів у квітні 2018 року, Бюро демократичних інститутів і прав людини ОБСЄ закликало до проведення реформ виборчого законодавства в Чорногорії і до більшої чесності, неупередженості та професіоналізму у проведенні виборів.
У лютому 2019 року розпочалися протести проти корупції в уряді, очолюваному ДПС, після виявлення відеозаписів і документів, у яких, як зазначається, вказані імена високопоставлених чиновників, які отримували кошти для правлячої партії. 30 березня всі 39 опозиційних депутатів підписали «Угоду про майбутнє», запропоновану організаторами протесту, в якій вони обіцяли бойкотувати вибори 2020 року, якщо їх визнають нечесними. У травні 2020 року організатори протесту разом із деякими опозиційними партіями закликали до бойкоту виборів 30 серпня, заявивши, що вибори не будуть проведені у справедливих умовах.
У грудні 2019 року Рада з реформування виборчої системи, підтримана ЄС, у якій брали участь як уряд, так і опозиція, припинила свою роботу після того, як опозиція покинула засідання колегії на знак протесту проти уряду, який прийняв суперечливий закон про релігію, звинувативши правлячу партію у розпалюванні міжнаціональної ворожнечі та заворушень. Наприкінці грудня 2019 року розпочалася чергова хвиля протестів проти нещодавно прийнятого закону, який формально передав право власності на церковні будівлі та маєтки від Сербської православної церкви до держави Чорногорії.
У своєму звіті про політичні права і громадянські свободи в усьому світі у травні 2020 року Freedom House позначила Чорногорію як гібридний режим через зниження стандартів управління, правосуддя, виборів і свободи ЗМІ. Freedom House заявила, що довгі роки прем'єр-міністр і президент Мило Джуканович використовував тактику посилення захоплення держави, зловживання владою і тактику «сильного лідера», і вперше з 2003 року Чорногорія більше не була класифікована як демократія. У звіті підкреслюється нерівноправний виборчий процес, випадки політичних арештів, негативні події, пов'язані з незалежністю судової системи, свободою ЗМІ, а також ряд нерозкритих випадків корупції в уряді, очолюваному ДПС. Незважаючи на неодноразові вимоги опозиції, неурядових організацій й інститутів з професіоналізації і нейтралізації інститутів, що контролюють виборчий процес (за підтримки ЄС), вони де-факто продовжують контролюватися правлячою коаліційною владою Демократичної партії соціалістів.

## Електоральна система
81 депутат Скупщини Чорногорії обирається за пропорційною системою з закритими партійними списками в єдиному загальнонаціональному виборчому окрузі. Мандати розподіляються методом Д'Ондта з електоральним бар'єром у 3 %. При цьому для партій і коаліцій національних меншин, що складають не більше 15 % від усього населення общини, існує особливе правило, що передбачає зниження бар'єру до 0,7 % (максимум три місця у парламенті сумарно для всіх партій чи коаліцій меншин, що набрали більше 0,7 %, але менше 3 %). Крім того, виключення складають етнічні хорвати: якщо жоден список, що представляють хорватську меншину, не долає поріг у 0,7 %, список з найбільшою кількістю голосів отримує одне місце в Скупщині, якщо набере понад 0,35 % від загального числа голосів.

## Кампанія
1 травня 2019 року Соціалістична народна партія (СНП, SNP), «Єдина Чорногорія» (ЄЧ, UCG), Робітнича партія (РП, RP) і незалежні кандидати парламенту домовились сформувати новий всеоб'ємний політичний альянс під назвою «На благо всіх». Однак альянс розпався ще в ході виборчої кампанії. У серпні 2020 року всі три згадані партії прийняли рішення приєднатися до передвиборчої коаліції з альянсом правого «Демократичного фронту» (ДФ, DF) під назвою «За майбутнє Чорногорії». Також у коаліцію ввійшли такі політичні партії, як «Права Чорногорія» (ПЧ, PCG), Демократична партія єдності (ДПЄ, DSJ), Демократична сербська партія (ДСП, DSS) й Югославська комуністична партія (ЮКП, JKP).
11 липня 2020 року Громадський рух «Об'єднана реформістська дія» (ОРД, URA) на чолі з Дританом Абазовичем вирішило діяти незалежно, надавши власну лівоцентристську передвиборчу платформу «Чорним по білому», очолювану незалежними кандидатами, у тому числі відомою журналісткою та активісткою Мілкою Тадич, університетськими професорами, журналістами, членами громадських і неурядових організацій. Крім того, у виборчий список руку включений член Партії справедливості і примирення (ПСП, SPP), що представляє інтереси боснійської меншини, а також члени деяких невеликих (місцевих) партій й ініціатив.
«Демократична Чорногорія», «ДЕМОС», «Нові ліві», Партія за пенсіонерів, інвалідів і соціальну справедливість і неурядова організація «Товариство політичних досліджень» на чолі з Владіміром Павичевичем домовились про формування передвиборчої коаліції під назвою «Мир — наша нація» (лідер — Алекса Бечич, голова «Демократичної Чорногорії»).
12 липня 2020 року опозиційна Соціал-демократична партія (СДП, SPD) оголосила, що буде діяти незалежно, як і «Соціал-демократи Чорногорії» (СДЧ, SD), молодша партія у попередній урядовій коаліції, кількома днями раніше.
28 липня 2020 року був сформований Албанський список, коаліція албанської меншини, до якої увійшли представники «Нової демократичної сили» (FORCA), «Албанської альтернативи» (АА), Албанської коаліції «Перспектива» (АКП, AKP) та «Демократичної ліги Чорногорії» (ДЛЧ, DSCG). Кількома тижнями раніше Демократичний союз албанців (ДСА, DUA) приєднався до Албанської коаліції «Одностайно» з Демократичною партією (ДП, DP) і Демократичною лігою у складі.
У серпні 2020 року правоцентристська Боснякська партія (БП, BS) оголосила, що буде діяти незалежно. Аналогічне рішення заявили також правоцентристська Хорватська громадянська ініціатива (ХГІ, HGI) і нещодавно сформована центристська Хорватська реформістська партія (ХРП, HRS).
1 серпня 2020 року члени правлячої Демократичної партії соціалістів (ДПС, DPS) на чолі з чинним Головою уряду Чорногорії Душко Марковичем вирішили діяти незалежно, при цьому у виборчий список партії був включений Андрія Попович, голова Ліберальної партії.

### Виборчі списки
| # | Назва списку | Лідер              | Політична направленість         | Примітка |
| --- | --- | ------------------ | ------------------------------- | -------- |
| 1 | Соціал-демократи — Іван Брайович — Ми вирішуємо, послідовно                                                                          | Іван Брайович      | Центристська, лівоцентристська  |          |
| 2 | Боснякська партія — Правильно — Рафет Хусович                                                                                        | Ервін Ібрагімович  | Право-центристська, права       | М        |
| 3 | Хорватська Громадянська Ініціатива (HGI) — Від усього серця за Чорногорію!                                                           | Адріан Вуксанович  | Правоцентристська               | М        |
| 4 | Соціал-демократична партія — Сильна Чорногорія!                                                                                      | Драгіня Вуксанович | Лівоцентристська                |          |
| 5 | Хорватська реформістська партія Чорногорії (HRS)                                                                                     | Радован Марич      | Центристська, правоцентристська | М        |
| 6 | Дритан Абазович — Чорним по білому — Срдан Павичевич                                                                                 | Дритан Абазович    | Лівоцентристська                |          |
| 7 | Албанська коаліція — Одностайно — Демократична партія (DP), Демократичний союз албанців (DUA), Демократична ліга в Чорногорії (DSCG) | Фатмір Гьєка       | Правоцентристська, права        | М        |
| 8 | Рішучо за Чорногорію! Демократична партія соціалістів (DPS) — Мило Джуканович                                                        | Душко Маркович     | Популістська                    |          |
| 9 | За майбутнє Чорногорії — Демократичний фронт (DF), Соціалістична народна партія (SNP), Народний рух                                  | Здравко Кривокапич | Право-центристська, права       |          |
| 10 | Албанський список — Нова демократична сила (FORCA), Албанська альтернатива (АА)                                                      | Нік Гьєлошай       | Правоцентристська, права        | M        |
| 11 | Алекса Бечич — Міодраґ Лекич — Мир — наша нація                                                                                      | Алекса Бечич       | Центристська                    |          |
| | |                    |                                 |          |
| • Джерело: Національна виборча комісія [Архівовано 13 жовтня 2016 у Wayback Machine.] (офіційний сайт). • Примітка: «М» — виборчий список національних меншин. | |                    |                                 |          |

## Соціологічні опитування
Результати соціологічних опитувань представлені у таблиці нижче у зворотньому хронологічному порядку, починаючи з найпізнішого по даті проведення. Найвищий відсотковий показник у кожному опитуванні виділений жирним шрифтом, а фон відповідної клітинки — кольором провідної партії; у випадку рівності відсоткових показників двох чи більше партій клітинки не виділяються. В останньому стовпчику показана різниця у відсоткових пунктах між двома партіями з найвищими показниками. Електоральний бар'єр для партії по представленні своїх депутатів у парламенті складає 3 %, за виключенням партій і коаліцій національних меншин, для яких поріг складає 0,7 % (або 0,35 % для списків хорватської меншини).
- [a] — опитування проводилося на замовлення партії, що брала участь у виборах.
- [b] — опитування проводилося посольством або зарубіжним інститутом

| Дата          | Агентство/джерело                                        | ДПС          | DF                                                 | PCG  | SNP  | UCG  | URA  | DEMOS | DCG  | СДП  | SD   | BS  | FORCA | AA  | Інші | Різниця |     |     |     |     |
| ------------- | -------------------------------------------------------- | ------------ | -------------------------------------------------- | ---- | ---- | ---- | ---- | ----- | ---- | ---- | ---- | --- | ----- | --- | ---- | ------- | --- | --- | --- | --- |
| Дата          | Агентство/джерело                                        | Серпень 2020 | ICA [Архівовано 16 лютого 2022 у Wayback Machine.] | 35.1 | 25.9 | 25.9 | 25.9 | 25.9  | 7.5  | 15.5 | 15.5 | 3.1 | 2.6   | 5.4 | Інші | Різниця | 4.4 | 4.4 | 0.5 | 9.2 |
| Серпень 2020  | CeDem [Архівовано 1 вересня 2020 у Wayback Machine.]     | 35.3         | 24.7                                               | 24.7 | 24.7 | 24.7 | 6.6  | 16.5  | 16.5 | 4.2  | 5.3  | 4.8 | 1.9   | 1.9 | 0.7  | 10.6    |     |     |     |     |
| Липень 2020   | NSPM [Архівовано 13 вересня 2020 у Wayback Machine.]     | 35.9         | 17.2                                               | 3.8  | 4.5  | >1   | 6.1  | 3.5   | 17.5 | 3.4  | 1.8  | 3.2 | 1.3   | 1.3 | 1.8  | 18.4    |     |     |     |     |
| Липень 2020   | HoW[a]                                                   | 41.2         | 15.8                                               | 15.8 | 6.1  | 6.1  | 2.4  | 16.4  | 16.4 | 3.9  | 5.9  | 4.1 | 2.9   | 2.9 | 1.3  | 24.8    |     |     |     |     |
| Червень 2020  | HoW [Архівовано 13 вересня 2020 у Wayback Machine.][a]   | 39.8         | 13.8                                               | 2.1  | 5.1  | 0.8  | 2.2  | 2.9   | 13.2 | 3.8  | 6.2  | 4.2 | 3.3   | 3.3 | 2.6  | 26.0    |     |     |     |     |
| Травень 2020  | HoW [Архівовано 13 вересня 2020 у Wayback Machine.][a]   | 41.2         | 12.9                                               | 1.4  | 5.5  | 0.6  | 2.8  | 3.1   | 12.1 | 4.4  | 6.5  | 4.1 | 3.2   | 3.2 | 2.2  | 28.3    |     |     |     |     |
| Квітень 2020  | HoW [Архівовано 13 вересня 2020 у Wayback Machine.][a]   | 40.5         | 12.5                                               | 1.8  | 5.2  | 0.9  | 2.7  | 2.7   | 13.5 | 4.1  | 6.1  | 4.2 | 3.1   | 3.1 | 2.7  | 26      |     |     |     |     |
| Лютий 2020    | ICA [Архівовано 13 вересня 2020 у Wayback Machine.]      | 32.8         | 23.1                                               | 1.6  | 2.6  | 0.7  | 3.3  | 2.3   | 11.8 | 3.1  | 2.7  | 5.1 | 4.5   | 4.5 | 6.4  | 9.7     |     |     |     |     |
| Грудень 2019  | CeDem [Архівовано 14 грудня 2019 у Wayback Machine.]     | 37           | 13.2                                               | 2.2  | 5.8  | 1.2  | 3.7  | 2.6   | 15   | 4.1  | 4.8  | 4.9 | 1     | 1.6 | 2.9  | 22      |     |     |     |     |
| Жовтень 2019  | NSPM [Архівовано 13 вересня 2020 у Wayback Machine.][b]  | 35.5         | 20.8                                               | 1.9  | 6.3  | 6.3  | 2.5  | 1.7   | 15.1 | 3.2  | 4.4  | 3.2 | 2.3   | 2.3 | 3.1  | 14.7    |     |     |     |     |
| Вересень 2019 | Damar [Архівовано 13 вересня 2020 у Wayback Machine.][a] | 38           | 15.3                                               | 4.3  | 4    | 0.7  | 2.7  | 2.5   | 14.8 | 2.8  | 4.3  | 4   | 2.6   | 2.6 | 4.0  | 22.7    |     |     |     |     |
| Серпень 2019  | Ipsos [Архівовано 3 серпня 2019 у Wayback Machine.]      | 41           | 13                                                 | 3    | 8    | 8    | 2    | 2.5   | 17   | 2    | 4    | 2   | >1    | 2   | 3.5  | 24      |     |     |     |     |
| Липень 2019   | CeDem [Архівовано 14 жовтня 2020 у Wayback Machine.]     | 34           | 15.6                                               | 2.3  | 6.6  | 6.6  | 4.9  | 3.7   | 14.6 | 3.1  | 5.3  | 4.3 | >1    | 2.6 | 3    | 18.4    |     |     |     |     |
| Грудень 2018  | CeDem                                                    | 41.5         | 10.1                                               | 1.1  | 6.8  | >1   | 2.8  | 2.6   | 20.7 | 3.5  | 4    | 3.2 | 0.1   | 2.3 | 1.3  | 20.8    |     |     |     |     |
| Грудень 2018  | NSPM [Архівовано 13 вересня 2020 у Wayback Machine.][b]  | 42.7         | 18.4                                               | 1.3  | 4.4  | 1.2  | 2.1  | 1.2   | 14.1 | 3.5  | 4.5  | 3.1 | >1    | 1.5 | 2.0  | 24.3    |     |     |     |     |
| Березень 2018 | CeDem                                                    | 43           | 12.6                                               | 1.1  | 5.1  | >1   | 3.7  | 2.4   | 21.2 | 4    | 1.2  | 2   | 2.4   | 0.2 | 1.1  | 21.8    |     |     |     |     |
| Грудень 2017  | CeDem [Архівовано 13 вересня 2020 у Wayback Machine.]    | 39.9         | 13                                                 | —    | 4.5  | 0.4  | 3.5  | 3.5   | 21.3 | 3.9  | 3.5  | 2.7 | 0.7   | 1   | 3.2  | 18.6    |     |     |     |     |
| Жовтень 2017  | Ipsos [Архівовано 13 вересня 2020 у Wayback Machine.][b] | 40           | 15                                                 | —    | 5    | —    | 3    | 3     | 23   | 3    | 3    | 3   | >1    | 1   | 2    | 17      |     |     |     |     |
| Жовтень 2017  | DeFacto[a]                                               | 38           | 12.2                                               | —    | 4.1  | —    | 1.5  | 4.3   | 26.1 | 3.4  | 1.9  | 1.9 | 2     | >1  | 6.6  | 11.9    |     |     |     |     |
| Липень 2017   | CeDem [Архівовано 13 вересня 2020 у Wayback Machine.]    | 39           | 11.6                                               | —    | 4.9  | —    | 4    | 5.9   | 19.9 | 3.9  | 3.2  | 3.1 | 1.2   | 1.1 | 3.7  | 19.1    |     |     |     |     |
| Грудень 2016  | CeDem [Архівовано 15 вересня 2020 у Wayback Machine.]    | 36.8         | 21                                                 | —    | 7.8  | —    | 1.6  | 6.3   | 12.2 | 4.1  | 2.3  | 3.4 | 0.8   | 1.1 | 3.7  | 15.8    |     |     |     |     |
| Жовтень 2016  | Результати виборів                                       | 41.4         | 20.3                                               | 20.3 | 11.1 | 11.1 | 11.1 | 11.1  | 10.1 | 5.2  | 3.2  | 3.1 | 1.2   | 1.2 | 4.2  | 21.1    |     |     |     |     |

На цьому графіку зображена динаміка позицій основних політичних списків в середньому по опитуваннях з моменту парламентських виборів у 2016 році. Лінії тренду представляють локальні регресії.

## Результати
Результатом стала перемога списків опозиційних партій у попередньому парламенті: «За майбутнє Чорногорії», «Мир — наша нація», «Об'єднана реформістська дія» і «Соціал-демократична партія». Списки опозиції отримали 41 з 81 місця у парламенті Чорногорії, у той час як правляча ДПС разом з Ліберальною партією здобула 30 місць, перейшовши в опозицію після 30 років перебування при владі. Три списки опозиції, «За майбутнє Чорногорії», «Мир — наша нація» і партія «Об'єднана реформістська дія», які набрали в сукупності більшість з 41 депутата, оголосили про формировання коаліційного уряду.
Успіх опозиції на національному рівні супроводжувався успіхом на виборах у місцеві органи влади. Вона перемогла в чотирьох з п'яти муніципалитетів, в яких проводились місцеві вибори паралельно з парламентськими (Будва, Котор, Тиват й Андрієвиця).
|                                                                     |                                     |         |       |       |      |
| Партія                                                              | Партія                              | Голоси  | %     | Місця | +/–  |
|                                                                     | Демократична партія соціалістів     | 143,548 | 35.06 | 30    | –6   |
|                                                                     | За майбутнє Чорногорії              | 133,267 | 32.55 | 27    | +6   |
|                                                                     | Мир — наша нація                    | 51,297  | 12.54 | 10    | –2   |
|                                                                     | Об'єднана реформістська дія         | 22,649  | 5.53  | 4     | +2   |
|                                                                     | Соціал-демократи                    | 16,769  | 4.10  | 3     | +1   |
|                                                                     | Боснякська партіяM                  | 16,286  | 3.98  | 3     | +1   |
|                                                                     | Соціал-демократична партія          | 12,839  | 3.14  | 2     | –2   |
|                                                                     | Албанський списокM                  | 6,488   | 1.58  | 1     | 0    |
|                                                                     | Албанська коаліціяM                 | 4,675   | 1.14  | 1     | +1   |
|                                                                     | Хорватська громадянська ініціативаM | 1,115   | 0.27  | 0     | –1   |
|                                                                     | Хорватська реформістська партіяM    | 532     | 0.13  | 0     | Нова |
| Недійсні/не голосували                                              | Недійсні/не голосували              | 4,503   | 2.09  | –     | –    |
| Разом                                                               | Разом                               | 413,954 | 100   | 81    | 0    |
| Проголосували/явка                                                  | Проголосували/явка                  | 541,232 | 76.65 | –     | –    |
| M - списки національних меншин, для яких поріг 3% не застосовується |                                     |         |       |       |      |

### Частка голосів
|      |      |  |        |        |
| DPS  | DPS  |  | 35.06% | 35.06% |
| ZBCG | ZBCG |  | 32.55% | 32.55% |
| MNN  | MNN  |  | 12.53% | 12.53% |
| URA  | URA  |  | 5.53%  | 5.53%  |
| SD   | SD   |  | 4.10%  | 4.10%  |
| BS   | BS   |  | 3.98%  | 3.98%  |
| SDP  | SDP  |  | 3.14%  | 3.14%  |
| Інші | Інші |  | 3.11%  | 3.11%  |

### Місця
|           |           |  |        |        |
| DPS (30)  | DPS (30)  |  | 37.03% | 37.03% |
| ZBCG (27) | ZBCG (27) |  | 33.33% | 33.33% |
| MNN (10)  | MNN (10)  |  | 12.34% | 12.34% |
| URA (4)   | URA (4)   |  | 4.93%  | 4.93%  |
| SD (3)    | SD (3)    |  | 3.70%  | 3.70%  |
| BS (3)    | BS (3)    |  | 3.70%  | 3.70%  |
| SDP (2)   | SDP (2)   |  | 2.46%  | 2.46%  |
| AL (1)    | AL (1)    |  | 1.23%  | 1.23%  |
| AK (1)    | AK (1)    |  | 1.23%  | 1.23%  |

## Наслідки

### Реакція
|                    |              |                 |
| Здравко Кривокапич | Алекса Бечич | Дритан Абазович |

В попередніх висновках ОБСЄ і БДІПЛ заявили, що вибори були конкурентними і відбулися в атмосфері високої поляризації через питання церкви і національної ідентичності. Вони також заявили, що дата виборів не відповідала положенням  Конституції, незалежне висвітлення кампанії не проводилося, а правляча партія невиправдано отримувала вигоду зі широко поширених зловживань службовим становищем і державними ресурсами. Крім того, вони вказали, що всупереч національному законодавству і міжнародним стандартам у період між виборами кількох депутатів заарештували або притягнули до відповідальності.
Політолог Флоріан Бібер назвав результати "гарною новиною для демократії". Верховний представник Європейського союзу з питань закордонних справ та політики безпеки Жосеп Боррель та єврокомісар з питань сусідства та розширення Олівер Варгеї заявили, що вони «з нетерпінням чекають на утворення нового парламенту і формування нового уряду, які продовжуть стійкий шлях Чорногорії до ЄС». Провідниця жіночого крила Європейської народної партії (ЄНП) Доріс Пак підтримала нову парламентську більшість у Чорногорії, критикуючи режим ДПС за тактику «соціалістичної пропаганди», вона закликала західне товариство і ЗМІ не потрапляти до пастки очевидної пропаганди, підкреслюючи, що шлях ЄС, без сумніву, залишиться головною метою нового уряду після зміни режиму.
1 вересня Мило Джуканович визнав поразку, звинувативши при цьому президента Сербії Александара Вучича і белградські ЗМІ у втручанні у внутрішню політику Чорногорії, а також у спробі відродити «політику Великої Сербії». Він заявив, що цілком ймовірно, що його партія втратила свою підтримку не лише через невдоволення політикою, але й через маніпуляції Белграду, а також Сербської Православної Церкви у Чорногорії через суперечливий закон про релігійні громади.

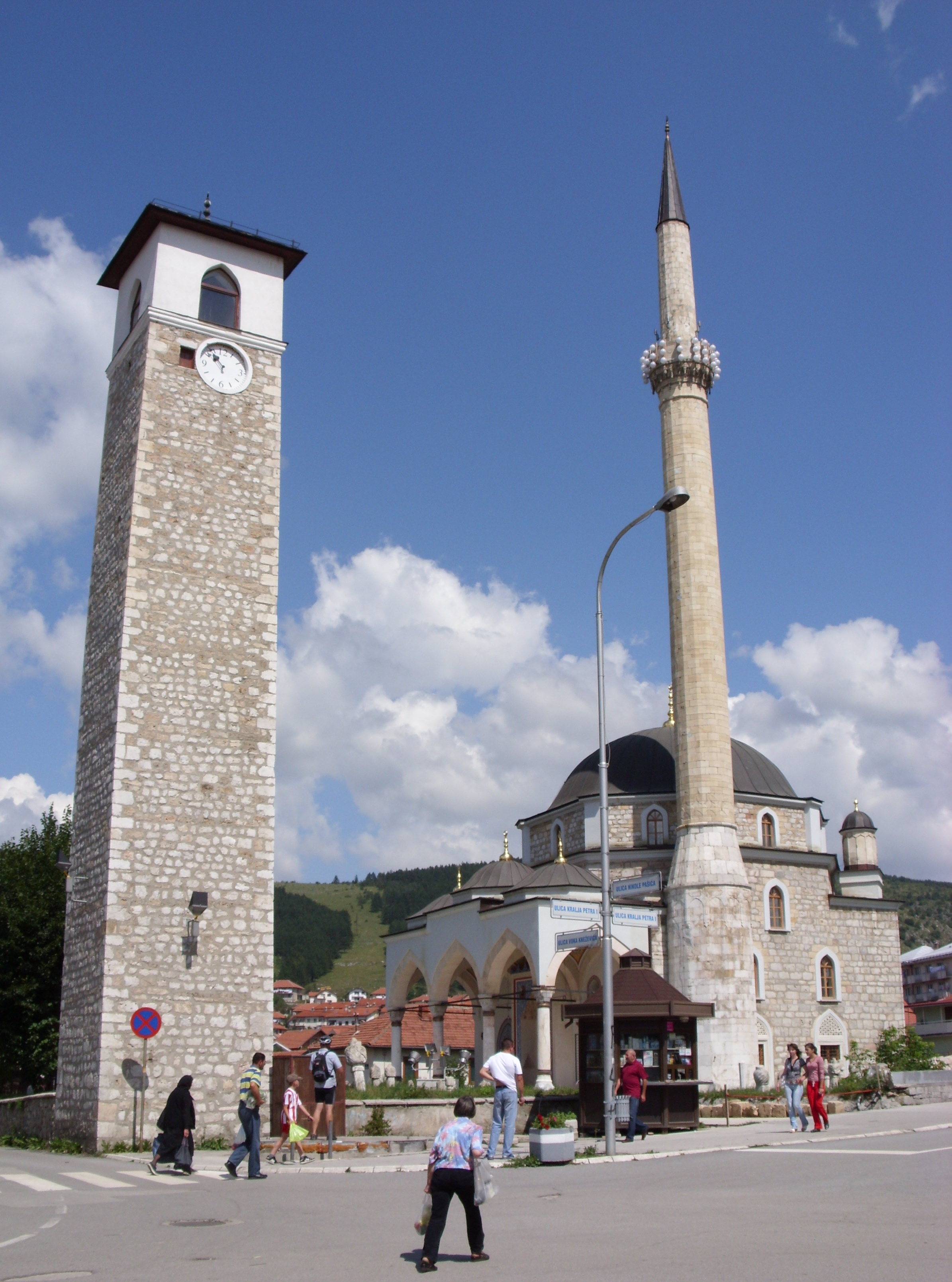
Опозиційні партії та священники Сербської православної церкви протестували перед мечеттю Гусейна-паші (на фото) на підтримку ісламської громади

### Інциденти
Наступного дня після виборів по всій Чорногорії відбулися масові святкування. У Подгориці відбулися сутички між прихильниками опозиції та прихильниками правлячої ДПС. Лідери опозиційних списків Здравко Кривокапич, Алекса Бечич і Дритан Абазович закликали прихильників залишатися дома, а також закликали владу розслідувати інциденти і притягнути до відповідальності всіх нападників. Хоча нинішній кабінет раніше заборонив публічні зібрання через пандемію COVID-19 у Чорногорії, правляча Демократична партія соціалістів президента Мило Джукановича оголосила у відповідь зібрання через ймовірну «загрозу державності і незалежності Чорногорії» к випадку втрати ДПС влади. Представники нової парламентської більшості, в тому числі Алекса Бечич, Здравко Кривокапич, Дритан Абазович, Владімір Йокович, Міодраґ Лекич і Владімір Павичевич, рішучо засудили насильство и конфлікти, звинувативши уряд під керівництвом ДПС, Управління поліції й Агентство національної безпеки Чорногорії в організації конфлікту і розпалюванні міжнаціональної ворожнечі і заворушень щоб попередити мирну зміну багаторічного режиму у Чорногорії. Кривокапич також вимагав, щоб правопорушники і винуватці в сутичках були якомога швидше виявлені і притягнуті до відповідальності поліцією і прокуратурою.
2 вересня на дверях будівлі ісламської громади Плєвлі було розбито скло і залишено повідомлення: «Чорна птаха взлетіла, Плєвля стане Сребреницею». Неформальна група «Бунт Црна Гора» оголосила, що якщо поліція негайно не розкриє справу, «серби Плєвлі організують патрулі людей, щоб захистити своїх сусідів від підривної діяльності ДПС». Заступник лідера опозиційних демократів і член ісламського товариства Альбін Шеман закликав до зниження напруженості і звинуватив правлячу партію в організованій провокації. Коаліція «За майбутнє Чорногорії» засудила інциденти, а також виразила підозру, що це справа рук режиму під керівництвом ДПС. Імам Плєвлі Самір Кадрибашич заявив, що напади на ісламську громаду були одиничним інцидентом хуліганів і що нові партії парламентської більшості не представляють ці цінності. Кадрибашич також висловив сумніви щодо дій поліції у Плєвлі, заявивши, що він покладає пряму відповідальність на поліцію, якщо вони не знайдуть винних у вандалізмі. Кривокапич протестував зі священниками Сербської православної церкви перед мечеттю Гусейна-паші, заявивши, що вони готові захищати молитовні місця всіх релігійних громад Чорногорії.
На проурядовому «Патріотичному зборі» у Цетинє чорногорські націоналісти виконували антисербські пісні Мирослава Шкоро і Марка Перковича Томпсона та використовували вітання усташів. 6 вересня був оголошений черговий проурядовий мітинг у Подгориці. Хоча всі масові зібрання у країні були заборонені через поширення вірусу COVID-19, державний координаційний орган по контролю за вірусами і правоохоронні органи не відреагували на оголошення про незареєстроване масове зібрання у столиці, яке більшість оцінили як можливий епідеміологічний ризик і ризик безпеки. Більшість високопоставлених посадвих осіб Управління поліції публічно підтримали мітинг, як і голова національного органу по контролю за COVID-19 Мілутин Симович, який також є високопоставленим членом правлячої ДПС. Управління поліції заявило, що, за їх оцінками, на мітингу було 50 000 громадян, сам мітинг пройшов без інцидентів, не відповівши при цьому засобам масової інформації чи був мітинг зареєстрований і хто є його організаторами. Учасники мітингу звинуватили нову парламентську більшість у тому, що вона буцім-то працює проти національних інтересів Чорногорії, називаючи їх загрозою незалежності і державності країни. Акція  відзначилася недоречними зверненнями до лідерів і членів деяких партій нової більшості, яких називали «зрадниками» і «четниками-негідниками». Націоналістична риторика і мова ворожнечі учасників мітингу були засуджені численними ЗМІ, громадськими діячами Чорногорії, артистами, професорами університетів, академічними і студентськими асоціаціями, правозахисниками і неурядовими організаціями.

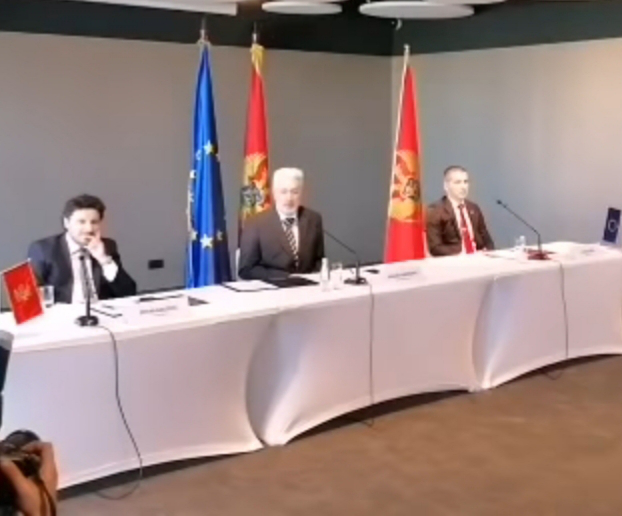
Дритан Абазович, Здравко Кривокапич й Алекса Бечич під час підписання угоди щодо принципів нового уряду Чорногорії, 9 вересня 2020

### Формування уряду
Наступного дня після виборів лідери двох опозиційних виборчих списків, «За майбутнє Чорногорії» і «Мир - наша нація», а також партії «Об'єднана реформістська дія», які разом отримали незначну більшість, погодилися сформувати експертний уряд, щоб продовжити роботу щодо процесу вступу до Європейського союзу, боротьби з корупцією, подолання поляризації суспільства й економічної кризи, а також роботи щодо зміни спірного закону про релігійні громади. Вони також привітали партії боснійської й албанської меншини у Чорногорії і побажали сформувати з ними уряд. Сербські проурядові таблоїди одностайно розкритикували коаліційну угоду між трьома новими списками парламентскої більшості за згоду не обговорювати зміну національних символів Чорногорії, скасування визнання Косово або вихід країни з НАТО під час нового урядового терміну, назвавши Кривокапича «прем'єр-міністром Амфілохія».
Остаточний проект угоди про майбутню урядову коаліцію нової більшості у Чорногорії, що складається з трьох списків, що минулий строк знаходились в опозиції, був узгоджений і підписаний при ЗМІ 9 вересня 2020 року у медіацентрі Подгориці. Угоду підписали лідери трьох виборчих списків-переможців: Здравко Кривокапич (За майбутнє Чорногорії), Алекса Бечич (Мир - наша нація) і Дритан Абазович (Об'єднана реформістська дія). Серед іншого вони підписали гарантію, що новий уряд не буде ініціювати які-небудь процедури зі зміни державного прапора, герба чи гімну, (тобто поважатиме чинну Конституцію Чорногорії), не буде мати місце політичний реваншизм, а також що новий уряд прийме всі закони відповідно до європейських стандартів з метою швидкої інтеграції до ЄС, що воно буде швидко і цілеспрямовано проводити всі реформи, пов'язані з європейською інтеграцією країни, что деполітизує основні державні інститути з метою забезпечити безкомпромісну боротьбу з корупцією і злочинністю, і що новий уряд буде дотримуватися всіх поточних міжнародних зобов'язань, включаючи членство країни в НАТО і відмова від усіх ініціатив щодо скасування визнання незалежності Косово, за які раніше виступали деякі члени нової парламентської більшості (наприклад, Демократичний фронт, основна партія коаліції «За майбутнє Чорногорії»). Кривокапич сказав, що новий уряд готується до найгіршого сценарію, коли справа доходить до економіки, що Чорногорія не буде знаходитися під впливом Сербії чи Росії, але що його уряд встановить кращі дипломатичні відносини з двома країнами, також назвав приєднання Чорногорії до Європейського союзу головним пріоритетом нової правлячої коаліції. Лідери трьох списків підписали, що вони дозволять партіям меншин брати участь в уряді, незалежно від того, чи мають вони парламентський статус чи ні. Також вони оголосили новий уряд реформістським, проєвропейським і присвячений національним інтересам Чорногорії, а також те, що він офіційно почне діяльність до кінця жовтня, якщо процесу передачі влади не завадить президент Чорногорії та лідер Демократичної партії соціалістів Мило Джуканович.